# Горушка (Дедовичский район)
Горушка — деревня в Дедовичском районе Псковской области России. Входит в состав Пожеревицкой волости.
Расположена на северо-западе района, на берегу искусственного (Горушенского) озера у северо-западного побережья Городновского озера, в 23 км к западу от райцентра Дедовичи и в 12 км к западу от деревни Дубровка.

## Население
| 2001 | 2002 | 2010 |
| ---- | ---- | ---- |
| 163  | ↘133 | ↘111 |

Численность населения деревни по оценке на начало 2001 года составляла 163 жителя.

## История
До 2005 года деревня была административным центром Горушкинской волости, упразднённой в пользу Дубровской волости. С 2005 до 2010 гг. деревня входила в состав Дубровской волости, упразднённой 1 июля 2010 года в пользу Пожеревицкой волости.